# Sucà (judaisme)
Una Sucà (en hebreu: סוכה; plural; סוכות; sucot) és un estatge temporal construït per ser utilitzat durant el festival jueu de Sucot. La sucà està coberta amb branques, i normalment el seu interior està decorat. El llibre de Levític la descriu com un refugi simbòlic al desert, que commemora el moment quan Elohim va cuidar als israelites, mentre estaven al desert i habitaven allà, després de ser alliberats de l'esclavitud que patien a Egipte. És comú que els jueus mengin, dormin i passin un temps habitant a la sucà. En el judaisme, la festa de Sucot es considera una ocasió alegre, i sovint aquesta festivitat s' anomena el dia de la joia. La sucà representa la fragilitat de la vida humana, i com les nostres vides depenen de Déu.

## Galeria d'imatges

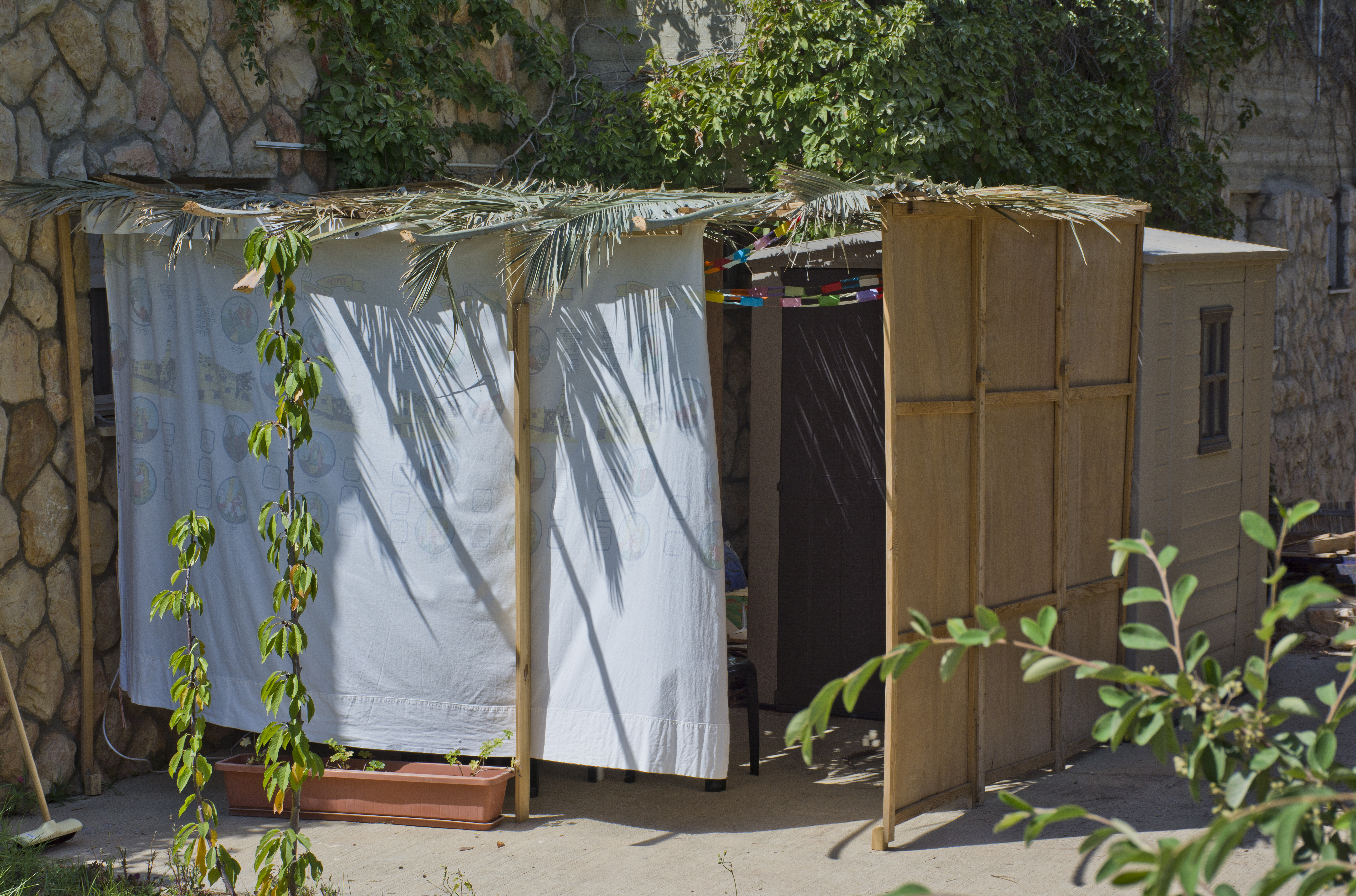
Sucà a Kfar Etzion.
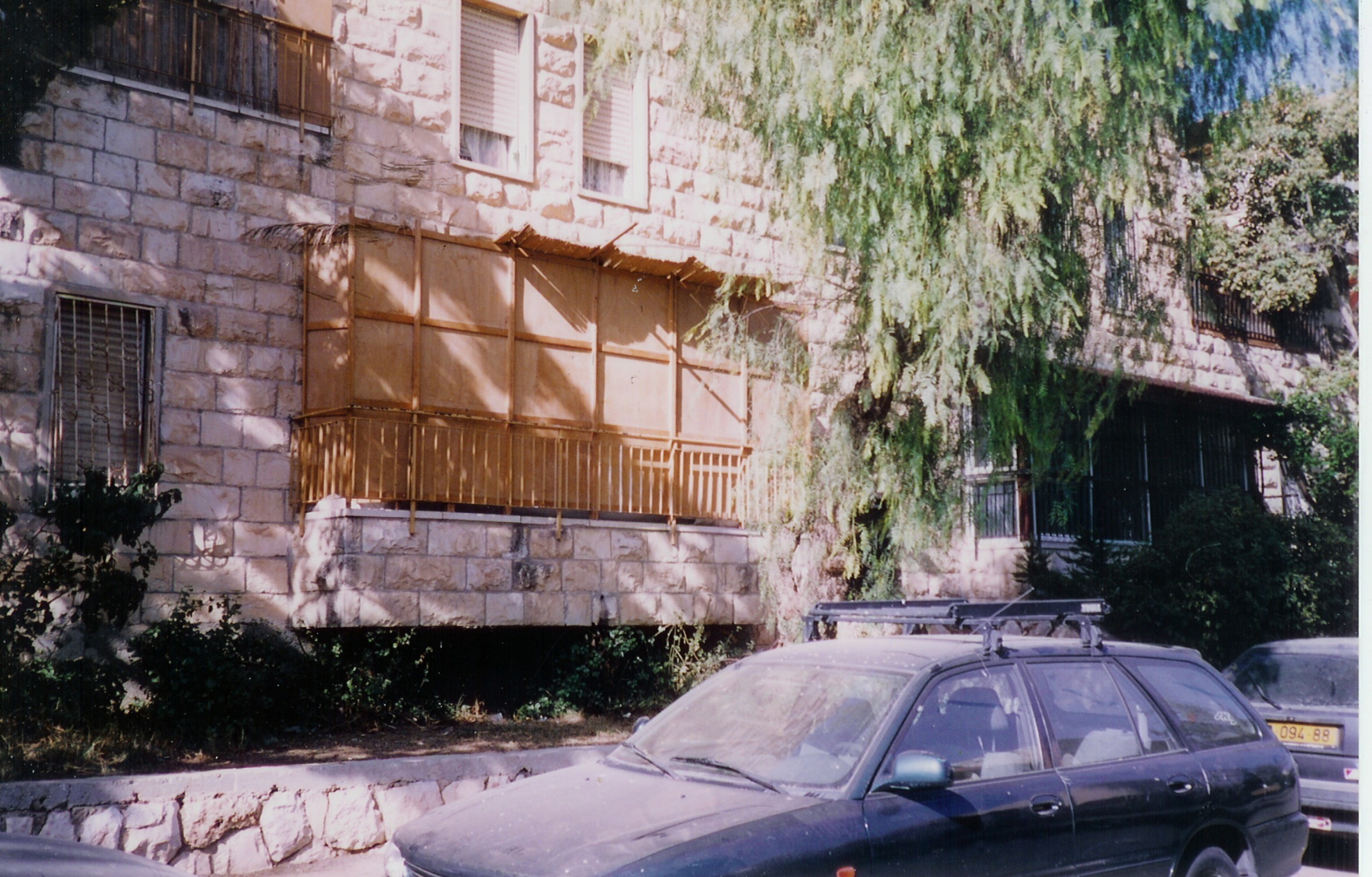
Sucà a un balcó a Jerusalem.
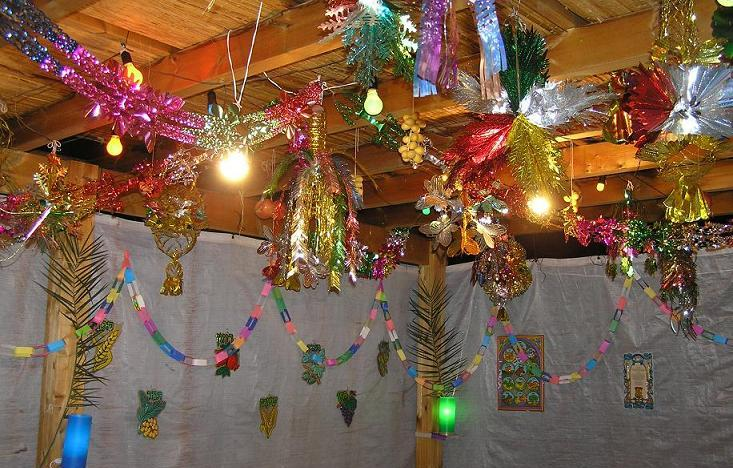
Sucà amb decoració al sostre.